# 민병덕 (1894년)
민병덕(閔丙德, 일본식 이름: 鉢山丙德하치야마 헤이토쿠, 1894년 10월 11일 ~ 1957년 11월 6일)은 일제강점기의 황해도 지역 유지로 조선총독부 중추원 참의도 지낸 기업인이다. 본관은 여흥이다.

## 생애
황해도 재령군 출신이다. 공립보통학교를 졸업한 뒤 농업에 종사하면서 기업체를 운영했다. 주요 사업 분야는 재령택시와 재령트럭 등 운수업이었다.
황해도 도평의회에서 민선 평의회원을 지냈으며, 지역의 농회 평의원이나 면협의회원으로 선출되는 등 재령 지역의 유력자로 활동했다. 재령군을 포함하여 인근 안악군과 신천군에서 수리조합평의원도 지냈다.
재령의 기독교 계열 신교육 기관인 명신학교 설립자이기도 하다. 1935년 총독부가 편찬한 《조선공로자명감》에는 353명의 공로자 중 한 명으로 수록되어 있다.
일제 강점기 말기에는 조선총독부 중추원 참의를 지냈으며, 전쟁 지원을 위해 결성된 흥아보국단 황해도 지역 위원, 조선임전보국단 평의원으로도 활동했다.
일제 패망 후에 월남하여 대한민국 영역에 머물다가, 1949년에 반민족행위처벌법이 발효되면서 반민특위에 체포되어 재판을 받은 바 있다. 그러나 반민특위 활동이 무산되면서 처벌을 받지는 않았다. 이후 기업 경영에 종사하여 전남방직 부사장을 맡는 등 기업인으로 활동하면서 1954년까지 생존해 있었다.
2002년 발표된 친일파 708인 명단과 2008년 공개된 민족문제연구소의 친일인명사전 수록예정자 명단 중 중추원 부문에 모두 들어 있다. 2009년 친일반민족행위진상규명위원회가 발표한 친일반민족행위 705인 명단에도 포함되었다.

## 같이 보기
- 조선총독부 중추원
- 조선임전보국단

## 참고자료
- 민병덕(閔丙德) - 국사편찬위원회